# Princesse Noriko (1177-1210)
La princesse Noriko, 4 décembre 1177 – 13 mai 1210, fille de l'empereur Takakura, est une impératrice du Japon. Elle est la mère adoptive (准母)) de l'empereur Tsuchimikado.

## Source de la traduction
- (en) Cet article est partiellement ou en totalité issu de l’article de Wikipédia en anglais intitulé « Princess Noriko (1177–1210) » (voir la liste des auteurs).